# Angry Video Game Nerd
Angry Video Game Nerd (abreviado como AVGN) es una serie web estadounidense de comedia de reseñas de videojuegos creada y protagonizada por James Rolfe. Se centra en el personaje principal de la parodia de Rolfe, a menudo simplemente abreviado como «el Nerd» —a veces simplemente «Nerd»—, una versión ficticia de sí mismo que es un jugador irascible y malhablado que ofrece comentarios sobre juegos retro de mala calidad. Si bien la serie comenzó con Rolfe simplemente jugando mientras brindaba comentarios retrospectivos, el programa eventualmente crecería en alcance para abarcar bocetos con personajes invitados, reseñas de videoconsolas y periféricos, y conferencias breves sobre la historia y la cultura de los videojuegos.
Comenzando como cineasta independiente, Rolfe pretendía que sus primeros videos del personaje —originalmente llamado The Angry Nintendo Nerd— fueran una broma que se mostrara en privado entre amigos y colegas. En 2004, Rolfe, por sugerencia del futuro productor de la serie Mike Matei, puso los videos de Angry Nintendo Nerd en su sitio web y en 2006 en la emergente plataforma de transmisión de videos YouTube, donde ganó popularidad. La serie se convirtió en un éxito de culto y Rolfe comenzó a aparecer como el personaje en varios otros medios, como un largometraje y videojuegos, y muchas apariciones públicas. La serie pronto pasó a llamarse The Angry Video Game Nerd para evitar problemas de marca registrada con Nintendo y permitir que Rolfe revisara juegos de consolas que no son de la empresa. De 2007 a 2011, la serie firmó un acuerdo de distribución con los sitios web de juegos populares ScrewAttack y GameTrailers, y brevemente con el servicio de transmisión Prime Video en 2018.
Angry Video Game Nerd es considerado uno de los pioneros de los videos de reseña de Internet, siendo muy influyente en el estilo y el formato de los críticos de video posteriores, además de ser responsable de ayudar a llevar el concepto a la corriente principal. Desde entonces, varios artistas de reseñas de medios han citado el programa como inspiración para su propio material, como JonTron, Nostalgia Critic, Egoraptor, Angry Joe y Joueur du Grenier, entre otros.

## Premisa

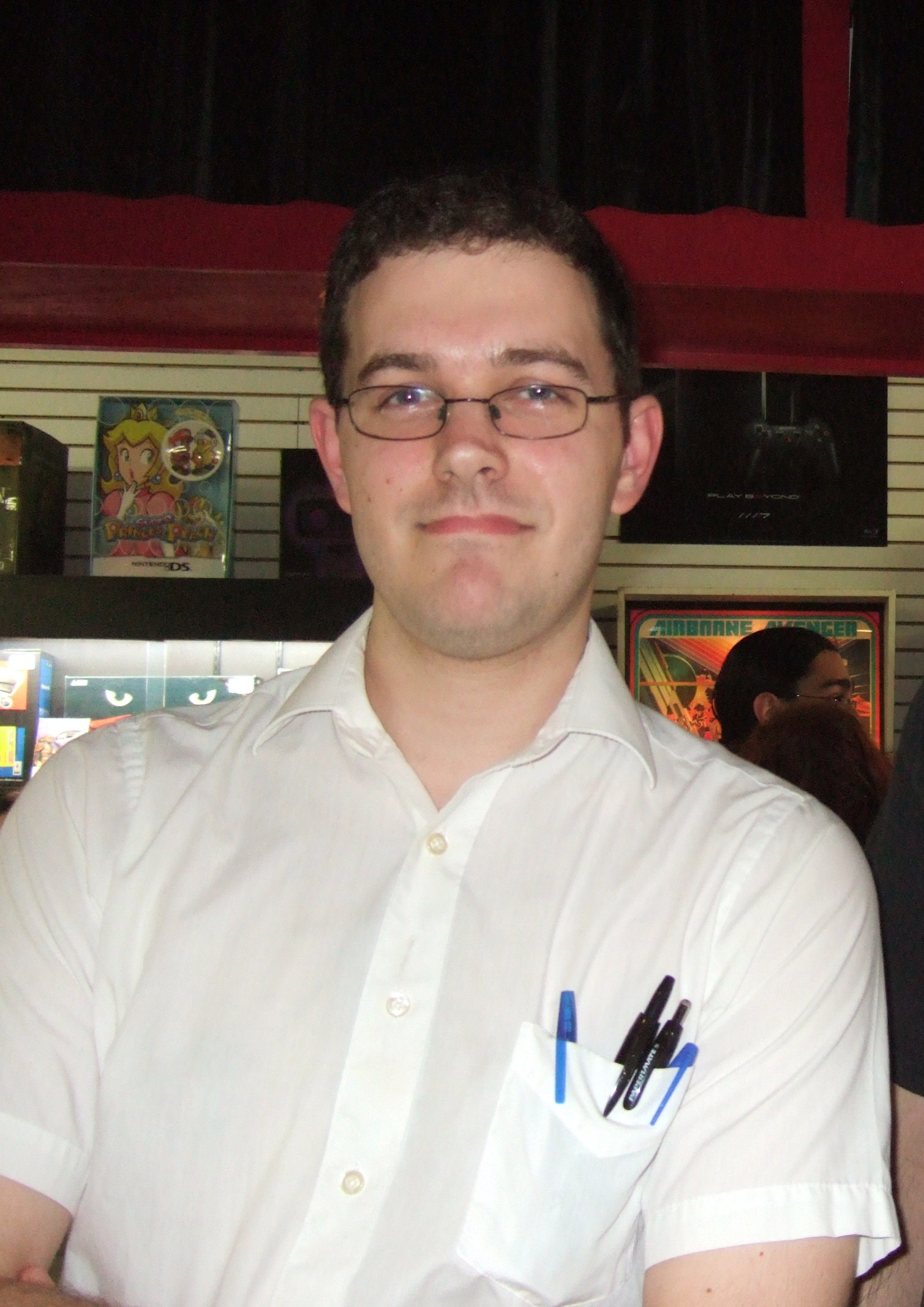
James Rolfe como el Nerd en 2008

El programa gira en torno a los comentarios del Nerd sobre shovelwares y videojuegos retro que considera de calidad particularmente baja, dificultad injusta y diseño deficiente. El personaje de Rolfe, «el Nerd», es un coleccionista de videojuegos irascible y malhablado que revisa videojuegos antiguos de forma cómica e insultante como Mystery Science Theatre 3000. Juega cualquier título mientras analiza sus diversos tecnicismos, fallas de diseño y anomalías en un esfuerzo por advertir a sus espectadores que no lo prueben. Otros episodios tienen al Nerd revisando consolas, periféricos o accesorios de un tema similar. Las reseñas a menudo van precedidas de una breve conferencia sobre la historia de los juegos o su propia experiencia infantil, y se intercalan con bocetos y diatribas cómicas plagadas de blasfemias, entre otros elementos del guion. Ocasionalmente, los episodios a menudo pueden centrarse en juegos que el Nerd tiene en gran estima, pero aun así no son inmunes a críticas como en el caso de EarthBound.
Vestido como un nerd estereotipado en su sótano, repasa cualquier juego con sus característicos anteojos y camisa de cuello blanco con un bolsillo lleno de bolígrafos, pantalones caqui altos, calcetines blancos y mocasines, mientras que a veces es invadido por personajes invitados de videojuegos y también la cultura popular. Estos invitados a menudo brindan comentarios adicionales sobre los juegos, se burlan de la angustia del Nerd y actúan como parodias de los personajes de los que se derivaron. En respuesta a ellos y a los juegos, el Nerd obtiene un atractivo cómico del uso excesivo y surrealista de escenarios de fantasía, ira y consumo de cerveza Rolling Rock —además de Yuengling en videos posteriores— mientras reseña videojuegos. Su ira y blasfemias por los «malos juegos» —generalmente puntuados por el eslogan «What where they thinking?», en referencia a aquellos que diseñaron y/o comercializaron el juego en cuestión— a veces llegaban al clímax cuando él destruía cartuchos o simulaba defecar, quemar y, a veces, incluso aplastar los juegos o consolas de videojuegos enteras.
En muchos casos, el Nerd se disfraza de otros personajes populares mientras revisa sus juegos, como Batman e Indiana Jones. Otros personajes del programa incluyen Nerdy Turd —una hez fecal con cara del Nerd—, Shit Pickle —un personaje anterior creado por Rolfe—, Guitar Guy —interpretado por Kyle Justin, coautor e intérprete del tema principal del programa—, Game Graphic Glitch Gremlin, Super Mecha Death Christ 2000 B.C. Version 4.0 Beta, y una variedad de otros, además de la aparición ocasional de otros críticos de videojuegos como Pat the NES Punk. El programa también ha tenido invitados especiales, incluido Lloyd Kaufman de Troma Entertainment mientras el Nerd jugaba varios juegos basados en Toxic Crusaders, Macaulay Culkin de Home Alone ayudandolo a jugar juegos basados en la serie de películas, y Gilbert Gottfried coprotagonizando como un falso desarrollador principal de Life of Black Tiger y el archienemigo del Nerd, Fred «Fucks» —Fred Fuchs—, el 1 de agosto de 2019, mientras revisa dicho juego.

## Producción

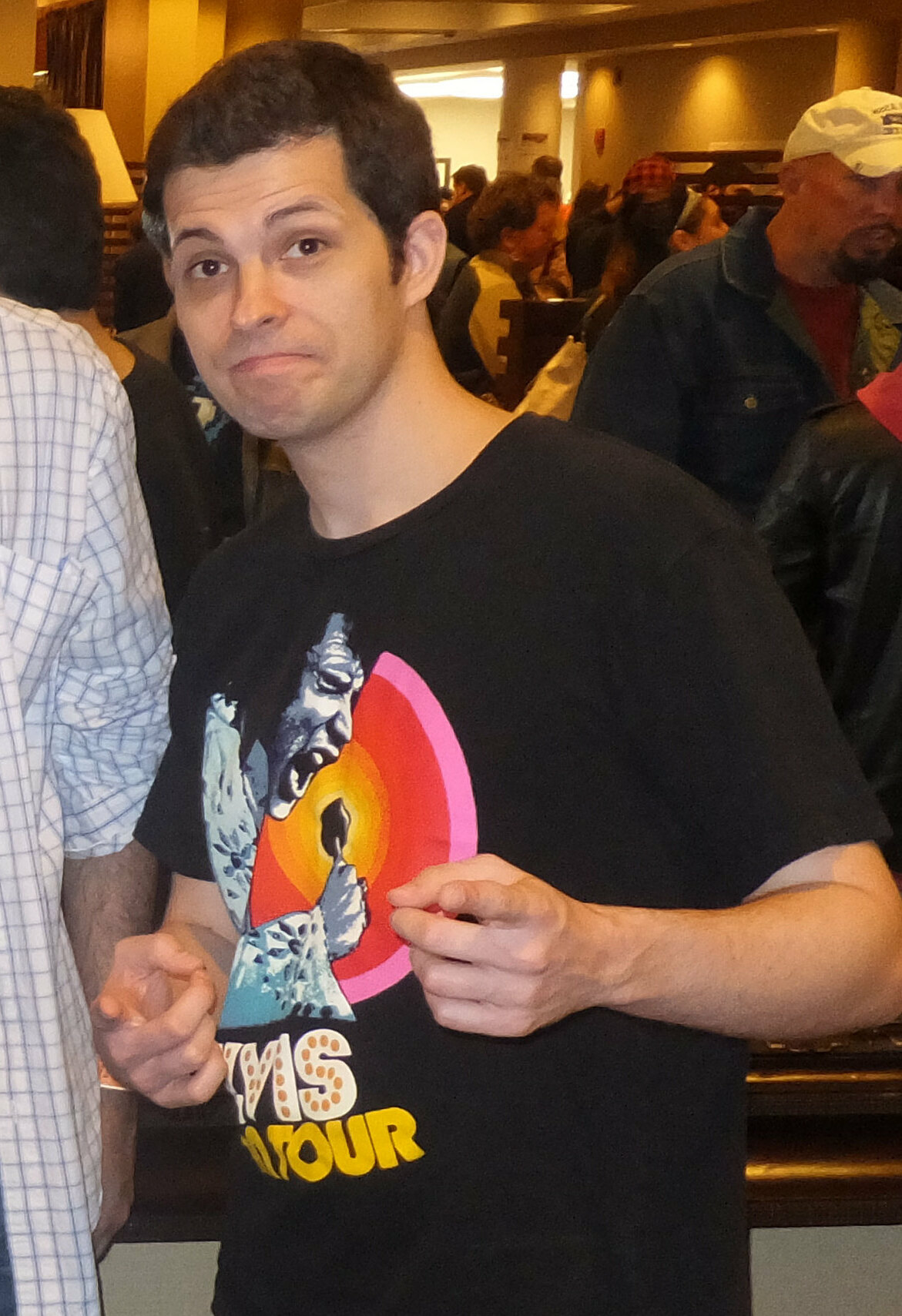
Mike Matei, amigo personal de Rolfe, ayudó a producir la serie hasta que dejó Cinemassacre en 2020

Los dos primeros episodios fueron pensados como «una broma», sin intención de hacerlos públicos. En mayo de 2004, creó sus primeras reseñas frente a la cámara, utilizando comentarios insultantes con desconcierto exagerado sobre dos juegos: Castlevania II: Simon's Quest y Dr. Jekyll and Mr. Hyde, que más tarde se convertirían en la firma del personaje Nerd. En ese momento, la serie se tituló apresuradamente «Bad NES Games». Rolfe explicó más tarde en una entrevista para Daily News que la broma era cuán molesto podía llegar a ser un jugador obsesivo por estos juegos que ya tenían veinte años. Aunque la revisión del Dr. Jekyll and Mr. Hyde estaba destinada a ser la última, los amigos de Rolfe, que disfrutaron de las revisiones anteriores de «Bad NES Games», lo alentaron a crear otra. El amigo colaborador Mike Matei ayudó a producir y publicar los videos en Cinemassacre.com, y los lanzó fuera del sitio web como cinta «The Quickies», parte de un conjunto de cuatro cintas de VHS llamado Cinemassacre Gold Collection.
En 2006, Rolfe comenzó a subir los episodios a disposición en YouTube. Pronto publicó una reseña del juego The Karate Kid que fue el primer episodio en el que se presenta al personaje de Rolfe como «The Angry Nintendo Nerd». Nombró estos videos «The Angry Nintendo Nerd Trilogy» y los publicó en Cinemassacre. El éxito del programa hizo que Rolfe se expandiera a otras videoconsolas y luego cambiaría el título a «Angry Video Game Nerd» para evitar problemas de marcas con Nintendo. Rolfe diversificó las reseñas de plataformas y productos como las consolas de videojuegos Atari 2600, Super Nintendo, Master System y Sega Genesis, los periféricos Power Glove y U-Force, películas como The Wizard y la revista Nintendo Power. Eventualmente se expandiría aún más, revisando juegos como Sonic '06 para Xbox 360 y Big Rigs: Over the Road Racing para PC.
La serie recibió la atención generalizada cuando su reseña de Teenage Mutant Ninja Turtles se volvió viral en YouTube. En un artículo del escritor Alex Carlson, explicó que antes de 2004, las críticas a los videojuegos estaban reservadas principalmente a las revistas y sitios web de juegos más importantes. Continuó afirmando que las opiniones de los escritores y periodistas profesionales que escribían las reseñas no correspondían enteramente con las opiniones de los jugadores promedio; y que «cualquiera que tenga una cámara web y Fraps ahora puede convertirse en crítico y adopte una mentalidad caracterizada, diga blasfemias a voluntad sin ser censurado». Desde entonces, el programa ha aumentado sustancialmente en cantidad, valor de producción y fandom. Rolfe comenzó a infundir varios episodios con énfasis en narrativas y efectos especiales caseros. El primero de estos episodios cinematográficos fue una revisión del juego Friday the 13th (1989) en octubre de 2006, con iluminación expresiva y ángulos de cámara para enfatizar su narrativa con temática de película de terror en la que Jason Voorhees ataca al Nerd por su disgusto al juego. Los episodios posteriores han alternado desde reseñas sencillas de juegos hasta aquellos con un enfoque narrativo que se asemeja a un documental, con Rolfe señalando información sobre el juego o la consola de juegos que se está revisando. Cuando se le preguntó si Nerd iba a hacer reseñas sobre la generación actual de videojuegos, Rolfe respondió que «el programa tiene que ver con la nostalgia», y agregó que es «principalmente un jugador retro».
A finales de 2007, Rolfe detuvo la producción de la serie después de sufrir una rotura en su voz. El 17 de marzo de 2010, anunció públicamente que sufría de agotamiento como resultado del estrés de su trabajo constante y que el programa entraría en hiato. El show se reanudó un mes después; sin embargo, sólo se lanzó un episodio cada mes, a diferencia de dos episodios por mes debido a los otros proyectos paralelos de Rolfe. A finales de 2011, Rolfe anunció que el programa dejaría de producirse por un tiempo para poder trabajar en la película. El programa finalmente reanudó la producción a fines del verano de 2012. Desde entonces, ha autoeditado videos Nerd en su sitio web Cinemassacre y en su cuenta de YouTube de manera muy esporádica para equilibrar su vida personal con los otros proyectos en los que trabaja continuamente. En 2013, el programa obtuvo más de 900 000 suscriptores y más de 400 millones de visitas en YouTube. En 2014, Cinemassacre ya contaba con 1,5 millones de suscriptores. Rolfe afirmó que el programa «se hizo popular justo cuando YouTube se hizo popular». En enero de 2013, el canal de YouTube se cerró repentinamente debido a denuncias de graves violaciones de los términos de servicio de YouTube. Posteriormente, YouTube restableció el canal.
En marzo de 2016, el canal alcanzó los 2 millones de suscriptores, diez años después de la creación del canal y sus primeras publicaciones. Rolfe hizo un video corto para agradecer a todas las personas que se suscribieron, vieron los videos en el canal y por apoyarse a él mismo, a Mike Matei y a todos los que hicieron que Cinemassacre fuera más popular. En junio de 2019, el canal alcanzó los 3 millones de suscriptores, a lo que Rolfe agradeció una vez más el apoyo de todos y los fanáticos que aún ven videos de AVGN en el 13 ° aniversario del programa —en YouTube—. En diciembre de 2020, Rolfe anunció en el canal principal de YouTube de Cinemassacre que su antiguo colaborador Mike Matei dejaría el canal para que se concentrara en su carrera como streamer de Twitch. En 2021, el canal ahora está respaldado en Odysee, y Monster Madness de Cinemassacre está disponible allí, vinculado en su sitio web.

## En otros medios
La reseña de Rolfe del juego Back to the Future se informó en un segmento de MTV llamado «Los videos virales infectan al mainstream». El 2 de noviembre de 2008, sus videos y personalidad aparecieron en el programa de radio distribuido a nivel nacional Opie and Anthony. El Nerd también se ha convertido en el tema de Howard Stern y David Arquette en un episodio del programa Sirius XM de Stern, en el que comentó negativamente sobre el formato del programa, así como sobre la comunidad de jugadores en general, durante una convención de TooManyGames 2011 en Filadelfia. El propio James Rolfe apareció como el Nerd en varias convenciones de juegos e Internet.
El 24 de septiembre de 2008, Rolfe colaboró con su colega crítico de Internet y buen amigo Doug Walker para crear una disputa ficticia entre su personaje, Nostalgia Critic, y el propio Rolfe. La trama detrás de los eventos creados entre los dos se debió al disgusto del crítico hacia los comentarios hechos en uno de sus videos en línea que expresaban similitudes entre él y el Nerd, supuestamente escritos por los fanáticos del mismo, que eran «comparaciones injustas entre los dos». La pareja trabajó junta para crear una serie de respuestas en video irónicas entre los dos personajes, que culminaron con una pelea entre el Critic y el Nerd en Clifton (Nueva Jersey), un desafío entre la pareja para reseñar algo en la línea de trabajo del otro —el Nerd reseña una mala película, el Critic reseña un mal juego— y una pelea final entre la pareja en el sótano del Nerd el 10 de octubre de 2008, que incluía parodias y clichés de películas populares como The Matrix Reloaded y Star Wars: Episode III – Revenge of the Sith. La serie de vídeos resultante se convirtió en un gran éxito entre los fanes. Para celebrar el primer aniversario del sitio web ThatGuyWithTheGlasses, tanto Walker como Rolfe colaboraron nuevamente en un video especial que involucra a sus personajes, en el que la trama se centró en el encuentro de la pareja una vez más para luchar contra el otro, en el que se les unieron otros críticos y colaboradores del sitio web que se pusieron del lado de uno u otro, culminando con ambos pidiendo una tregua y dejando de lado sus diferencias. Más tarde, Rolfe sería estrella invitada como su personaje en varios programas de Channel Awesome, e incluso apareció para revisar la película Teenage Mutant Ninja Turtle con el Nostalgia Critic, y tanto el Nerd como él haciendo un cameo de fondo en el anime Zettai Karen Children: The Unlimited.

### Película
El 21 de julio de 2014, se estrenó en línea una película independiente basada en la serie, titulada Angry Video Game Nerd: The Movie, así como estrenos limitados en cines, con versiones en DVD y Blu-ray lanzadas a finales de año. La trama de la película se centra en el Nerd que busca demostrar que más de 1 millón de copias del proclamado «peor videojuego de todos los tiempos», E.T. the Extra-Terrestrial para la Atari 2600, no fueron enterrados, luego de ser presionados por los fanáticos para que revisaran el videojuego. En su búsqueda por demostrar esto a sus fanáticos, el Nerd se ve perseguido por autoridades federales que creen que está investigando el Área 51 y el accidente de un objeto volador no identificado.
La película comenzó a desarrollarse a finales de 2006, tras la popularidad de la serie web Angry Video Game Nerd, con James Rolfe como director, productor y coguionista, y retomando su papel en pantalla como el Nerd. El guion fue diseñado para rendir homenaje al personaje que finalmente revisó el videojuego de E.T., aunque el rodaje requirió que Rolfe equilibrara su agenda con la de sus series en línea y otros trabajos. El guion se completó en 2008, con un presupuesto de la película de más de US$300 000 recaudados en su totalidad mediante financiación colectiva. Como parte de su desarrollo, Rolfe pidió a los fanes del programa que proporcionaran imágenes de la cámara web de ellos mismos reaccionando ficticiamente a la serie web, para usarlas como introducción a la película.
Aunque Rolfe no ha descartado la posibilidad de una secuela de la película, que habría involucrado los tesoros perdidos de Swordquest, lo considera muy poco probable debido a la cantidad de tiempo invertido en desarrollar y filmar Angry Video Game Nerd: The Movie y su enfoque en otros proyectos cinematográficos.

### Videojuegos
En 2013, se anunció un videojuego oficial titulado Angry Video Game Nerd Adventures. Desarrollado por FreakZone Games —creadores de Manos: The Hands of Fate—, se lanzó el 20 de septiembre de 2013 para Microsoft Windows a través de Steam. El juego sigue al Nerd intentando rescatar a sus amigos, todos los cuales fueron absorbidos por su televisor —hecho en un estilo Cheetahmen—. El Nerd usa un Zapper de NES como arma principal, y un personaje conocido como Naggi the Patronizing Firefly, una parodia de Navi de The Legend of Zelda: Ocarina of Time, lo guía a través del tutorial. A lo largo del juego, se enfrenta a zombis, Mr. Hyde, Custer, The Giant Claw, Fred «Fucks» —Fred Fuchs—, parodias de Jason Voorhees y Freddy Krueger —referencias a los juegos de A Nightmare on Elm Street y Friday the 13th respectivamente— llamados Bimmy y Jimmy —una referencia al error ortográfico del nombre de Billy Lee en Double Dragon III como «Bimmy»—, y más. El 12 de julio de 2014, se anunció que el juego también se lanzaría en Wii U y Nintendo 3DS. La versión de Wii U se lanzó en Norteamérica el 2 de abril de 2015 y en Europa el 10 de diciembre de 2015. El 4 de junio de 2015, una versión 3DS estuvo disponible para descargar en Nintendo eShop. El 17 de julio del mismo año, durante la convención anual SGC de ScrewAttack, Freakzone anunció una secuela, Angry Video Game Nerd II: ASSimilation, cuyo lanzamiento originalmente estaba previsto para el invierno de 2015, pero se retrasó hasta el 29 de marzo de 2016.
Una versión remasterizada de los dos primeros juegos, The Angry Video Game Nerd I & II Deluxe, se anunció en 2019 y se lanzó el 30 de octubre de 2020 para Nintendo Switch y Steam, con ports para PlayStation 4 y Xbox One el 19 de marzo de 2021 y en Epic Games Store el 20 de diciembre de 2021. La remasterización, también desarrollada por FreakZone Games en estrecha colaboración con el equipo de Cinemassacre, presenta nuevas opciones de dificultad y elementos de la historia modificados —los personajes y eventos de las películas películas fueron reemplazado—, diseños de niveles modificados, varias mejoras y un capítulo de historia adicional desbloqueado después de completar ambos juegos.
También ha habido algunos juegos de Angry Video Game Nerd no oficiales y hechos por fanáticos, incluidos Angry Video Game Nerd's Angry Video Game, Angry Video Game Nerd in Pixel Land Blast, AVGN Game Over, AVGN Game Over 2 y AVGN Planet. También está Angry Video Game Nerd y AVGN K.O. Boxing, ambos para Atari 2600. El mismo se refirió a estos juegos en el episodio «AVGN Games». También apareció como personaje jugable en el juego Texting of the Bread producido por ScrewAttack.

### Música
La canción de apertura del programa, titulada simplemente «The Angry Video Game Nerd Theme Song», es un elemento básico de la serie desde su concepción. La canción fue escrita por Kyle Justin y James Rolfe e interpretada por Justin. A lo largo de los años, la canción tuvo diferentes variaciones para corresponder con especiales. El programador y músico Lachlan Barclay publicó un álbum de banda sonora basado en la serie web en 2011. Esta primera compilación del programa fue creada por Barclay debido a las demandas de los fanáticos después de que reprodujera la canción en Video XYZ. En 2013 se lanzó otro álbum recopilatorio que contiene la música derivada del videojuego del Nerd. Desarrollado también por FreakZone, el álbum fue lanzado por ScrewAttack Entertainment LLC como descarga digital. En 2014 se lanzó un álbum basado en la película compuesto por Bear McCreary, quien anteriormente había trabajado con Rolfe en el especial de Navidad de la serie web. La música de la película estaba compuesta de rock and roll, heavy metal, una orquesta sinfónica y elementos musicales sintetizados de varios sistemas de juego como NES, SNES y Sega Genesis. El álbum también incluye dos remezclas de McCreary.

### Spin-offy otros contenidos de Cinemassacre
Board James es un programa de Internet creado por Rolfe que lo presenta interpretando al ingenuo pero en última instancia siniestro Board James, una reencarnación de un asesino que quiere revivir recuerdos más felices jugando juegos de mesa como una persona normal en las realidades alternativas a las que escapó. En el episodio «Video Games !!», se da a entender que Angry Video Game Nerd es una personalidad alternativa de Board James. Sin embargo, James afirma en un vídeo posterior que esto no es canónico. Rolfe también ha realizado otras series en Cinemassacre como James & Mike Mondays y Lookin' at Books, y ha realizado diversos cortometrajes.

## Temporadas
| Temporada | Temporada | Episodios | Emisión original      | Emisión original        |
| Temporada | Temporada | Episodios | Inicio                | Final                   |
| --------- | --------- | --------- | --------------------- | ----------------------- |
|           | 1         | 17        | 25 de mayo de 2004    | 23 de diciembre de 2006 |
|           | 2         | 24        | 13 de febrero de 2007 | 22 de enero de 2008     |
|           | 3         | 23        | 19 de febrero de 2008 | 27 de enero de 2009     |
|           | 4         | 25        | 16 de marzo de 2009   | 6 de marzo de 2010      |
|           | 5         | 11        | 30 de abril de 2010   | 6 de abril de 2011      |
|           | 6         | 6         | 7 de julio de 2011    | 7 de diciembre de 2011  |
|           | 7         | 11        | 24 de julio de 2012   | 19 de diciembre de 2013 |
|           | 8         | 16        | 19 de marzo de 2014   | 22 de diciembre de 2014 |
| Película  | Película  | Película  | 21 de julio de 2014   | 21 de julio de 2014     |
|           | 9         | 5         | 26 de marzo de 2015   | 22 de diciembre de 2015 |
|           | 10        | 5         | 6 de abril de 2016    | 20 de diciembre de 2016 |
|           | 11        | 12        | 23 de marzo de 2017   | 22 de diciembre de 2017 |
|           | 12        | 9         | 25 de abril de 2018   | 15 de diciembre de 2018 |
|           | 13        | 11        | 23 de enero de 2019   | 11 de diciembre de 2019 |
|           | 14        | 12        | 15 de enero de 2020   | 15 de diciembre de 2020 |
|           | 15        | 13        | 15 de marzo de 2021   | 21 de diciembre de 2021 |
|           | 16        | 6         | 17 de marzo de 2022   | 22 de diciembre de 2022 |
|           | 17        | 6         | 24 de febrero de 2023 | 22 de diciembre de 2023 |
|           | 18        | 9         | 25 de febrero de 2024 | 20 de diciembre de 2024 |
|           | 19        | TBA       | 24 de febrero de 2025 | TBA                     |

## Recepción y legado

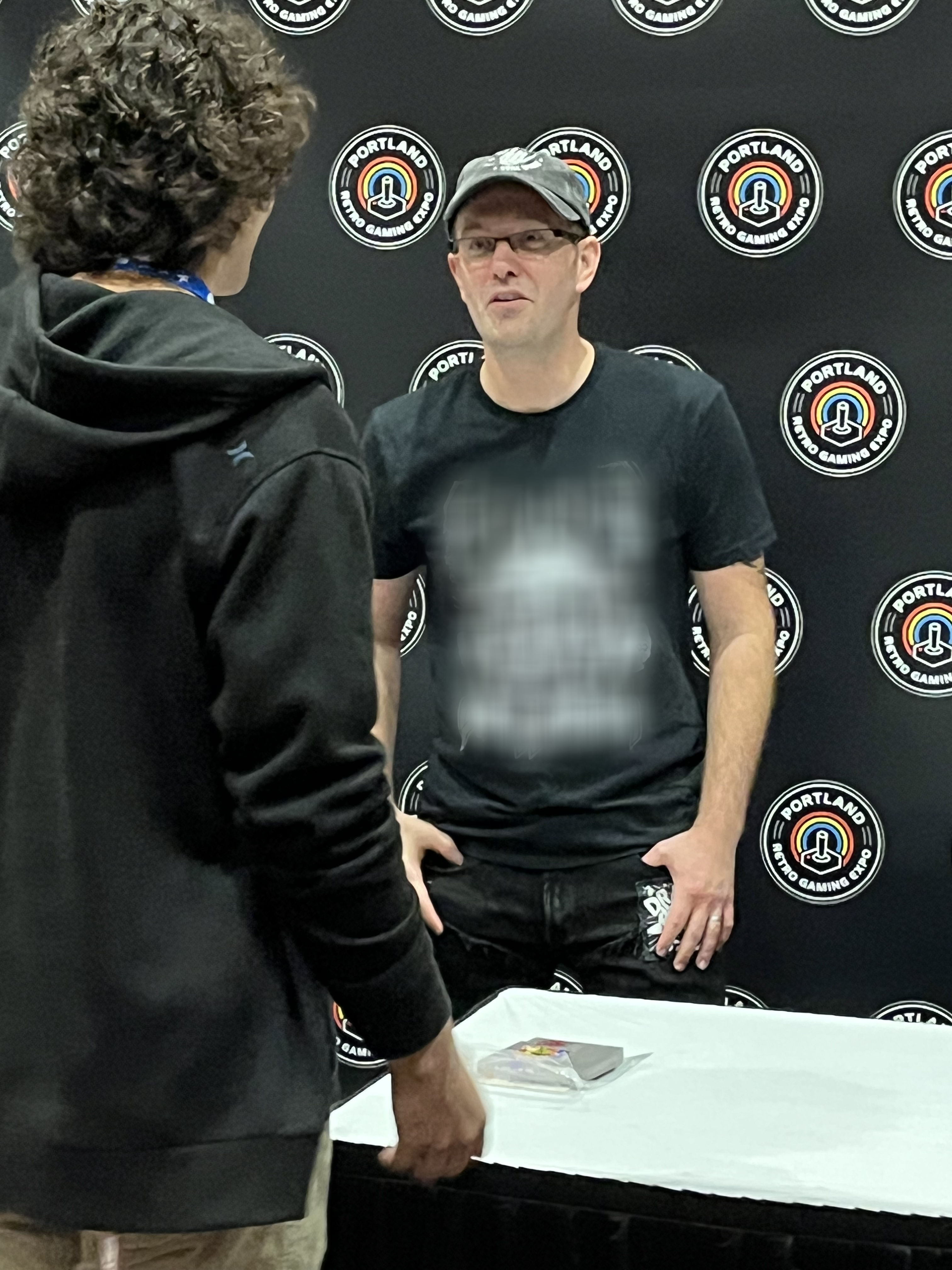
James Rolfe saludando a un fan en la Portland Retro Gaming Expo en 2023

El programa Angry Video Game Nerd convirtió a James Rolfe en una de las celebridades de Internet más populares antes de la llegada de YouTube. Fue votado como «mejor serie web en línea» en la 3° edición anual de los Premios Open Web de Mashable el 16 de diciembre de 2009. Peggy Rajski describe que el origen del éxito deriva del uso correcto de Internet y del sistema de micromecenazgo colectivo. Rajski dijo además que «[Rolfe] ya cultivaba una audiencia que se preocupaba por sus trabajos anteriores. Cuando les pidió que dieran un paso al frente, claramente estaban dispuestos a hacerlo». El cineasta, compañero y celebridad de Internet Doug Walker llamó al Nerd como el «el mejor crítico de videojuegos de todos los tiempos». Jacob Rich, de The Michigan Daily, lo describió como la «serie pionera de “videojugadores” en Internet», y agregó que «casi todos los principales programas en línea de reseñas de videojuegos hoy en día tienen que agradecerle a AVGN por establecer su formato». La serie francés Joueur du Grenier se basó en Angry Video Game Nerd.
Zach Whalen describió la presentación del programa sobre retrogaming a los jugadores contemporáneos como «un proceso de mirar hacia atrás a un pasado inalcanzable y tratar de llevar ese pasado al presente». Rolfe también comentó durante una entrevista con The Guardian sobre el impacto en la generación actual de la industria de los videojuegos, diciendo que «todavía están relacionados con él y les gusta aprender del pasado». En el mismo artículo, el reportero Luke Langlands también destacó la influencia del programa en inspirar la creación de otros en línea independientes. El éxito de Angry Video Game Nerd como una celebridad independiente fuera del mainstream comercial de la cultura pop popularizó la noción de plantearse a uno mismo hacerse una carrera profesional duradera en formatos en línea. En una encuesta publicada por Mediscape, varias personas admitieron haberse inspirado en el Nerd para crear y enviar su propio contenido en diversos espacios en línea, incluidos YouTube, DeviantArt, SourceForge, GameFAQs y ScrewAttack, influyendo en aquellos tales como Nostalgia Critic, Angry Joe, entre otros.
En su análisis de la serie y el personaje, el escritor Alex Carlson, de Hardcore Gamer, apodó al personaje de Rolfe como «El nerd que cambió la cultura del videojuego para siempre». En su artículo escrito, describió a Angry Video Game Nerd como «una de las figuras más reconocibles de la cultura del videojuego», y agregó que «si eres un videojugador, es casi seguro que hayas navegado por YouTube y hayas visto al menos un par de vídeos de la serie. Casi una década después del humilde comienzo de la serie, el alter ego con frecuencia malhablado de James Rolfe todavía está difundiendo influencia. Con cada nuevo canal de videojuegos que aparece en YouTube, hay cierto nivel de inspiración que proviene directamente del Nerd. Desde el principio, The Angry Video Game Nerd fue un gran salto hacia adelante. Ya sea que James Rolfe lo supiera o no, el surgimiento del Nerd fue un momento que cambió las reseñas y entretenimiento en videojuegos para siempre».